# Marie-Christine Koundja
Marie-Christine Koundja (geb. 30. März 1957 in Iriba) ist eine Schriftstellerin und Diplomatin aus dem Tschad. Sie hat in verschiedenen Ämtern, Ministerien und Botschaften ihres Landes gearbeitet. Ihre beiden Romane Al-Istifakh, ou, L'idylle de mes amis (Der Schlüssel, oder, die Romanze meiner Freunde, 2001) und Kam-Ndjaha, la dévoreuse (Kam-Ndjaha, die Verschlingerin, 2009) sind das erste Werk einer Autorin des Tschad, welches publiziert wurde.

## Leben
Koundja wurde 1957 in der Stadt Iriba im Osten des Tschad geboren. Nach der weiterführenden Schule studierte sie Reht an der Universität N’Djamena. Sie unterbrach ihr Studium jedoch, um sich an der Secretarial School in Yaoundé, Kamerun, einzuschreiben. Sie arbeitete für mehrere tschadische Staatsagenturen in Kamerun und gelangte so in den Staatsdienst. Später wurde sie als Minister of Foreign Affairs an der Botschaft des Tschad ernannt.
Als 2001 ihr erstes Buch, Al-Istifakh ou l'idylle de mes amis in Yaoundé (Editions Clé) veröffentlicht wurde, wurde Koundja die erste Autorin des Tschad, deren Werk veröffentlicht wurde. Der Roman erzählt die Geschichte von zwei Jugendlichen, die entscheiden zu heiraten gegen den Widerspruch ihrer Eltern aufgrund von Stammes- und Religions-Differenzen. Der Roman endet positiv. Das Paar lebt glücklich in Frankreich und Koundja nutzt diese Story über Ehe, um die sozialen Probleme zu thematisieren, welche die  Gesellschaft des Tschad seit 1979 prägen. Sie wirbt für eine Kultur der Vergebung.
Koundja wurde später die Erste Sekretärin an der Botschaft des Tschad in Abuja, Nigeria. Ihr zweiter Roman, Kam-Ndjaha, la dévoreuse, wurde 2009 in Paris (Éditions Menaibuc) veröffentlicht. Das Buch behandelt Themen wie Armut, Untreue und Freundschaft.

## Familie
Koundja ist Mutter von vier Kindern.

## Werke
- Al-Istifakh ou l'idylle de mes amis, („Al-Istifakh -Der Schlüssel, oder die Romanze meiner Freunde“) Yaoundé: Editions Clé 2001 (146pp.). ISBN 2-7235-0129-9. Vorwort von Pascal Charlemagne Messanga Nyamding.
- Kam-Ndjaha, la dévoreuse. (Kam-Ndjaha, die Verschlingerin) Paris: Éditions Menaibuc 2009. ISBN 9782353490820